# Mikuláš Dačický
Mikuláš Dačický z Heslova (Mikuláš Dačický din Heslov) (n. 23 decembrie 1555 - d. 25 septembrie 1626) a fost un poet ceh.
Lirica sa are accente moralizatoare și satirico-ironice, oferind o tipologie a caracterelor.
A scris Prostopravda ("Adevărul pur", 1620) și Paměti ("Amintiri").